# Астрид Ньяльсдоттир
Астрид Ньяльсдоттир (Ньяльсдоттер; швед. Astrid Njalsdotter, Ástríðr Njálsdóttir, также Aestrith) ― жена Рёгнвальда Старого и прародительница шведской династии Стенкилей. Иногда называется королевой Швеции, хотя данное утверждение является спорным.

## Биография
Единственный первоисточник, повествующий о жизни Астрид ― Сага о Хервёр, в которой говорится, что она была дочерью Ньяла Финнссона из Холугаланда. Как следует из прочих источников, Ньял Финнссон был сыном Гунхильд Хальвдансдоттер из семьи Скьяльга и потомком по женской линии Харальда Прекрасноволосого, первого короля Норвегии и предполагаемого представителя династии Инглингов. Согласно Саге о Хёрвер, Астрид родила Стенкиля (ум. 1066), который стал ярлом в Швеции и позже унаследовал королевство около 1060 года. Её внуки, шведские короли Хальстен и Инге I Старший, родились примерно в 1050―1060 гг., её брак, вероятно, состоялся в 1020―1030 гг. Ничего не известно о том времени, когда она умерла.
Кто на самом деле был мужем Астрид, также доподлинно неизвестно. В старой историографии было распространено утверждение о том, что его следует отождествлять с Рёгнвальдом Ульвссоном, ярлом гётов, который служил при короле Олафе в начале XI века. По сведениям скандинавских саг, Рёгнвальд Ульвссон был вынужден бежать из Швеции после спора с королем, и в итоге стал ярлом в Старой Ладоге. Однако этот Рёгнвальд был женат на норвежской принцессе Ингеборге Трюггведоттир и был отцом Улеба и Эйлифа и никак не связан со Стенкилем. Поэтому утверждения о том, что Рёгнвальд сочетался вторым браком с Астрид является всего лишь догадкой.

## Возможная королева Швеции
Немецкий церковный историк Адам Бременский пишет, что Стенкиль был пасынком (privignus) или племянником (nepos) предыдущего шведского правителя Эдмунда Старого (ок. 1050 ― ок. 1060). Исходя из этого, можно предположить, что Астрид сначала была в браке с Рёгнвальдом, а затем вышла замуж за Эдмунда, чья супруга вообще неизвестна. Это предположение объясняет логику наследования королевства ок. 1060 года, когда династия Мунсё вымерла по мужской линии. Однако, Сага о Хервёр гласит, что Стенкиль унаследовал трон через его жену, которая была дочерью Эдмунда. Поэтому современные историки склонны сомневаться в этой гипотезе.